# Instituto Católico de Artes e Industrias
L'Instituto Católico de Artes e Industrias (ETSI ICAI) est une école d'ingénieurs de l'université pontificale de Comillas fondée en 1908 et située à Madrid en Espagne.

## Présentation
Elle comprend 3 000 élèves et 400 professeurs.
Elle est membre du réseau Top Industrial Managers for Europe, qui met en œuvre des accords de doubles diplômes (2 ans passés à l'ICAI + 2 ans passés dans l'institution partenaire) pour obtenir un double diplôme de master.

## Classements
L'ICAI est l'une des écoles d'ingénieurs les plus prestigieuses du pays. L'université pontificale de Comillas à laquelle elle appartient est ainsi classée comme la meilleure d'Espagne et la 51e meilleure au monde par le Alma Mater Index: Global Executives 2013 du magazine Times Higher Education.